# Minderwaardigheidscomplex
Minderwaardigheidscomplex is een term uit de psychologie voor het gevoel minder waard te zijn dan anderen. Het is de combinatie van een negatief zelfbeeld en daaruit voortvloeiende gedragingen. Het is een onbewuste drijfveer wanneer iemand zich niet kan of wil realiseren dat het geldt voor haar of hemzelf. 
De negatieve eigenwaarde kan uiteenlopende effecten op het gedrag van een persoon hebben. Sommigen stellen zich (te) bescheiden op of houden zich (te) afzijdig in het sociale verkeer, anderen overcompenseren het minderwaardige gevoel, door zichzelf en anderen te laten geloven dat zij juist beter zijn dan anderen. Dit laatste kan enerzijds leiden tot hogere ambities of een betere inzet en anderzijds tot antisociaal- of asociaal gedrag. Iemand die al te duidelijk 'zichzelf opblaast', zichzelf prijst, is onplezierig in de omgang. Vooral als diegene overcompenseert door anderen te vernederen.
Wanneer iemand haar/zijn minderwaardigheidsgevoel ontkent door zich superieur op te stellen, en daarin te geloven is dat een mogelijke oorzaak van narcisme en in ernstige gevallen kan dat tot een narcistische persoonlijkheidsstoornis leiden.
Gevoelens van minderwaardigheid kunnen iemand (te) volgzaam maken. Zij of hij vertrouwt dan meer op anderen dan op zichzelf. Een minderwaardigheidscomplex hoeft niet alleen een gevoel van minderwaardigheid ten opzichte van anderen in te houden, maar kan ook een gevoel zijn te falen in eigen ogen, in een streven naar eigen (te) hoog gestelde, zo niet onbereikbare, doelen. Mensen die zichzelf onbereikbaar hoge doelen stellen, worden ook wel perfectionisten genoemd.
Minderwaardigheidsgevoel duidt enkel het gevoel aan van minder waard te zijn dan anderen. Een minderwaardigheidscomplex duidt aan dat dit gevoel gevolgen heeft voor het gedrag. Die gevolgen kunnen het minderwaardigheidsgevoel versterken en zo een vicieuze cirkel vormen.
De term minderwaardigheidscomplex is afkomstig uit het werk van Alfred Adler, die het napoleoncomplex als voorbeeld van overcompensatie gaf.